# اکتون، نورث‌همپتون‌شر
اکتون (به انگلیسی: Ecton) یک روستا و محله مدنی در بریتانیا است که در Wellingborough واقع شده‌است. اکتون ۴۶۶ نفر جمعیت دارد.